# 国道257号

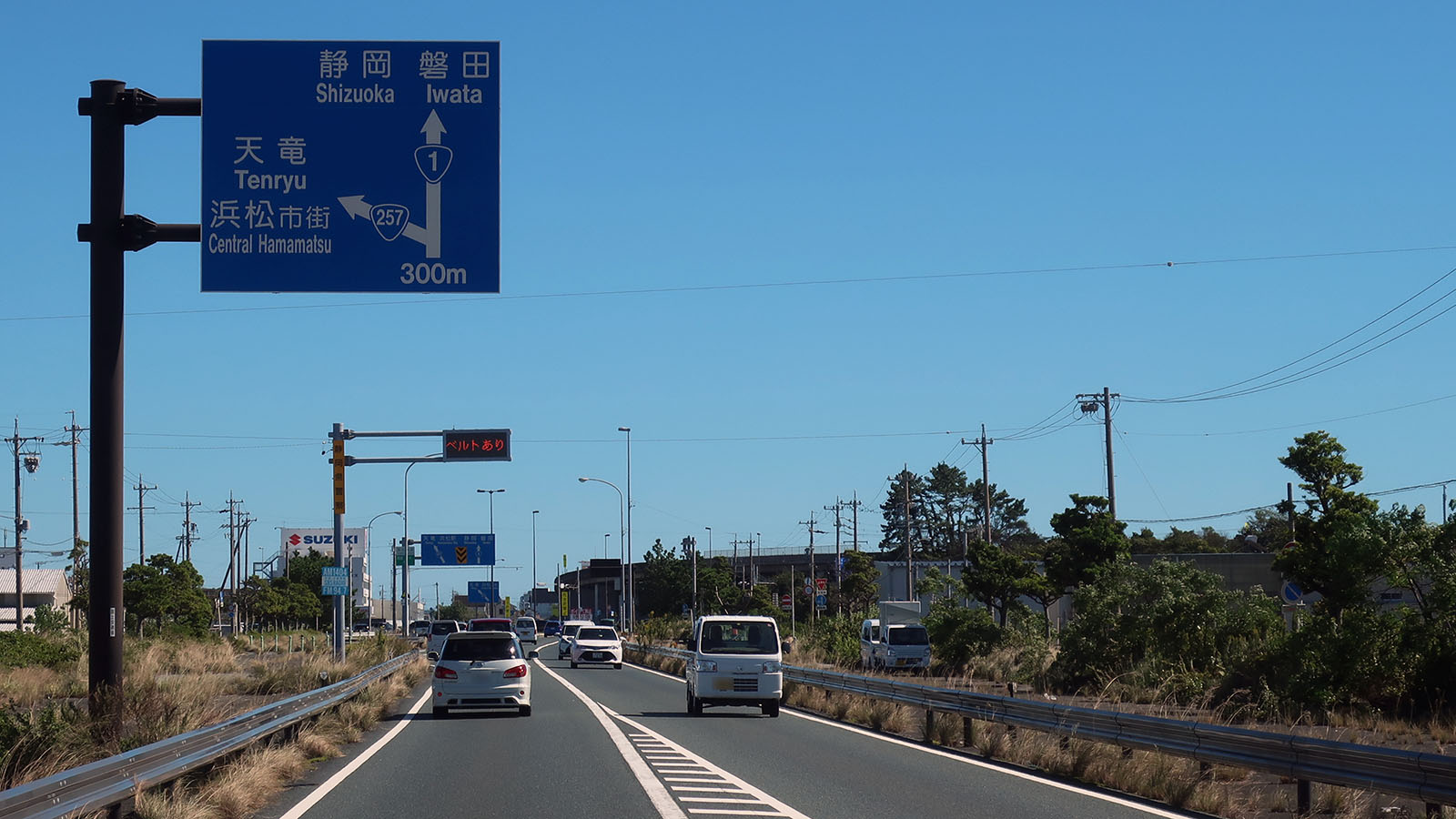
国道257号 起点
静岡県浜松市中央区 篠原交差点付近

国道257号（こくどう257ごう）は、静岡県浜松市中央区から岐阜県高山市に至る一般国道である。

## 概要

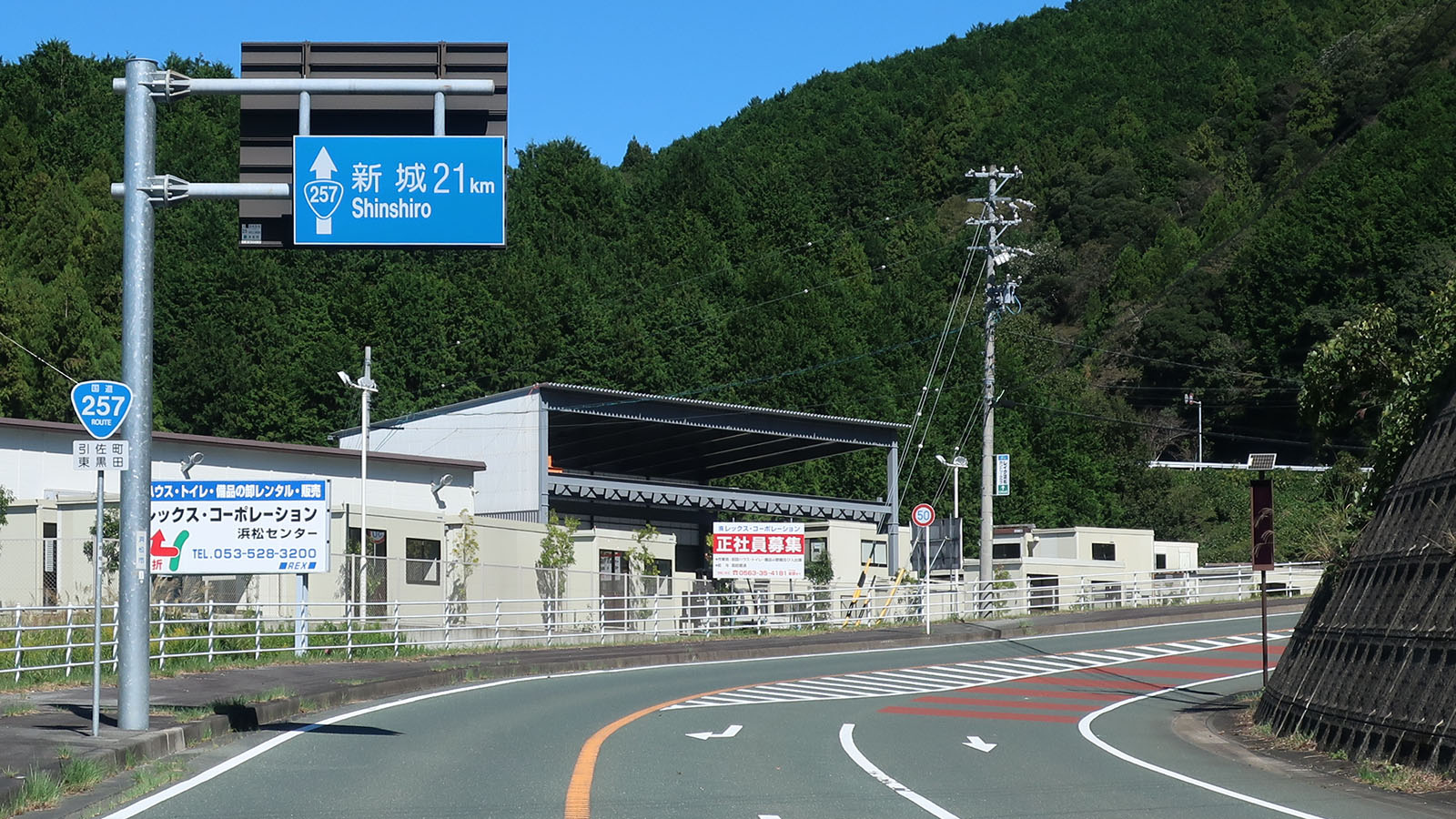
静岡県浜松市浜名区引佐町
（2019年10月）

起点の浜松市から、旧国道1号の区間であった浜松駅付近などを経由し、愛知県では鳳来寺山の西側など、奥三河の山間部を通行する。
その後、岐阜県では岩村城跡や付知峡の付近を通行し、舞台峠を越え、下呂市で国道41号と一部重複した後、終点の高山市へ至る路線であるが、高山市清見町から同市荘川町内に不通区間が存在する。
愛知県新城市の国道420号との重複区間の一部と、岐阜県下呂市の旧馬瀬村地区の一部に狭路区間が残るが、その他の区間は片側1車線の道路が確保されている。

### 路線データ
一般国道の路線を指定する政令に基づく起終点および重要な経過地は次のとおり。
- 起点：浜松市（篠原交差点 = 国道1号浜名バイパス交点、国道42号・国道301号起点）
- 終点：岐阜県大野郡荘川村[注釈 2]（三尾河付近 = 国道158号交点）
- 重要な経過地：静岡県引佐郡細江町[注釈 3]、同郡引佐町[注釈 3]、愛知県南設楽郡鳳来町[注釈 4]、新城市、同県北設楽郡設楽町、同郡稲武町[注釈 5]、岐阜県恵那郡上矢作町[注釈 6]、同郡岩村町[注釈 6]、恵那市（東野）、中津川市、同郡福岡町[注釈 7]、同郡加子母村[注釈 7]、同県益田郡下呂町[注釈 8]、同郡萩原町[注釈 8]、同県大野郡清見村[注釈 2]
- 総延長：225.9 km（岐阜県 117.4 km、浜松市 38.8 km、愛知県 69.7 km）重用延長を含む。[2][注釈 9]
- 重用延長：18.1 km（岐阜県 15.3 km、浜松市 0.0 km、愛知県 2.8 km）[2][注釈 9]
- 未供用延長：なし[2][注釈 9]
- 実延長：207.8 km（岐阜県 102.2 km、浜松市 38.8 km、愛知県 66.9 km）[2][注釈 9]
  - 現道：200.5 km（岐阜県 99.9 km、浜松市 33.7 km、愛知県 66.9 km）[2][注釈 9]
  - 旧道：なし[2][注釈 9]
  - 新道：7.4 km（岐阜県 2.2 km、浜松市 5.1 km、愛知県 - km）[2][注釈 9]
- 指定区間：国道19号・国道41号と重複する区間（岐阜県恵那市・正家交差点 - 中津川市千旦林、下呂市・小川交差点 - はぎわら大橋東詰）[3]

## 歴史
- 1963年（昭和38年）4月1日 - 二級国道257号恵那浜松線（岐阜県恵那市 - 静岡県浜松市）
- 1965年（昭和40年）4月1日 - 一般国道257号（恵那市 - 浜松市）
- 1970年（昭和45年）4月1日 - 一般国道257号（高山市 - 浜松市）
- 1982年（昭和57年）4月1日 - 一般国道257号（浜松市 - 岐阜県大野郡荘川村[注釈 2]）

## 路線状況
豊田市稲武地区から北設楽郡設楽町方面にかけては約5 kmにわたる下り坂や急カーブがある区間である。また、豊田市川手町地区の川手トンネル内は、事故抑止目的で時速50 km/hの制限速度で走ると童謡「どんぐりころころ」が車の振動で奏でられるメロディートンネルになっている（愛知→岐阜方向のみ施工）。
設楽ダムの建設に伴い北設楽郡設楽町内の一部区間が水没する予定であり付替道路が建設予定である。

### 別名
- 姫街道（本坂通）（浜松市）
- 金指街道（浜松市）
- 鳳来寺道（新城市）

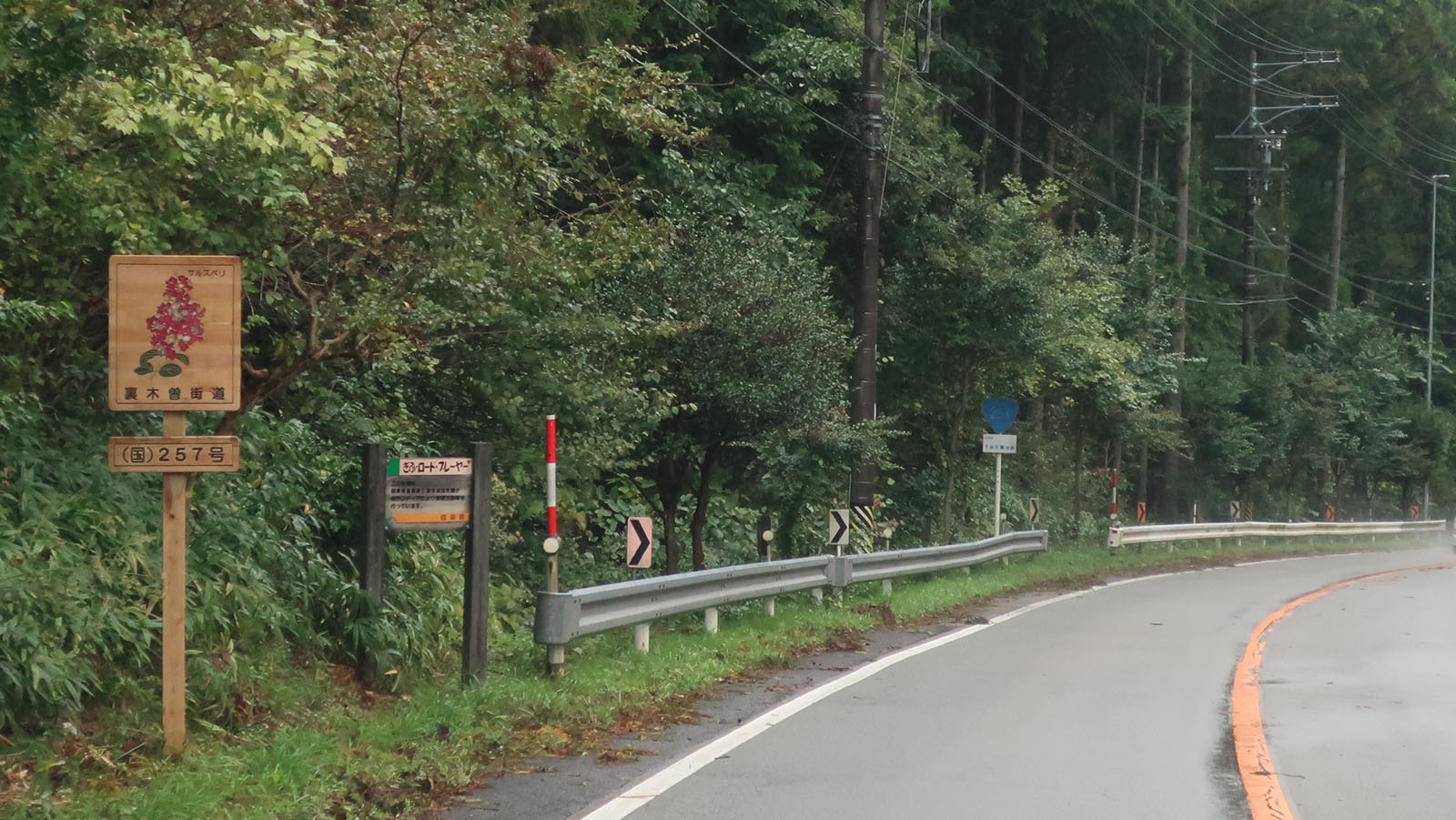
裏木曽街道の標識
岐阜県下呂市御厩野

- 伊那街道（北設楽郡設楽町清崎 - 設楽町設楽大橋）
- 中山道（国道19号との重複部分）（恵那市、中津川市）
- 東美濃さわやか街道（恵那市）
- 中津川道路（中津川市）
- 南北街道（中津川市、下呂市）
- 木曽街道（中津川市、下呂市）
- 裏木曽街道（中津川市、下呂市）
- 奥美濃木もれび街道（郡上市）
- 益田街道（国道41号との重複部分）（下呂市）
- 木もれ日かえで街道（下呂市、高山市）
- 飛騨せせらぎ街道（高山市）

### バイパス
- 住吉バイパス（静岡県浜松市中央区）
- 金指西バイパス（静岡県浜松市浜名区） - 2025年（令和7年）3月27日開通[6]
- 中津川有料道路（中津川市苗木 - 中津川市駒場、2009年10月以降無料開放されている。）
- 馬瀬・萩原バイパス（下呂市萩原町花池地内 - 下呂市馬瀬名丸地内）
- 馬瀬バイパス（下呂市馬瀬堀之内）
- 川上バイパス（下呂市馬瀬川上（かおれ）地内）
- 清見バイパス（高山市清見町）
- 三尾河バイパス（高山市清見町麦島 - 高山市荘川町三尾河・事業休止中）[7]

### 重複区間

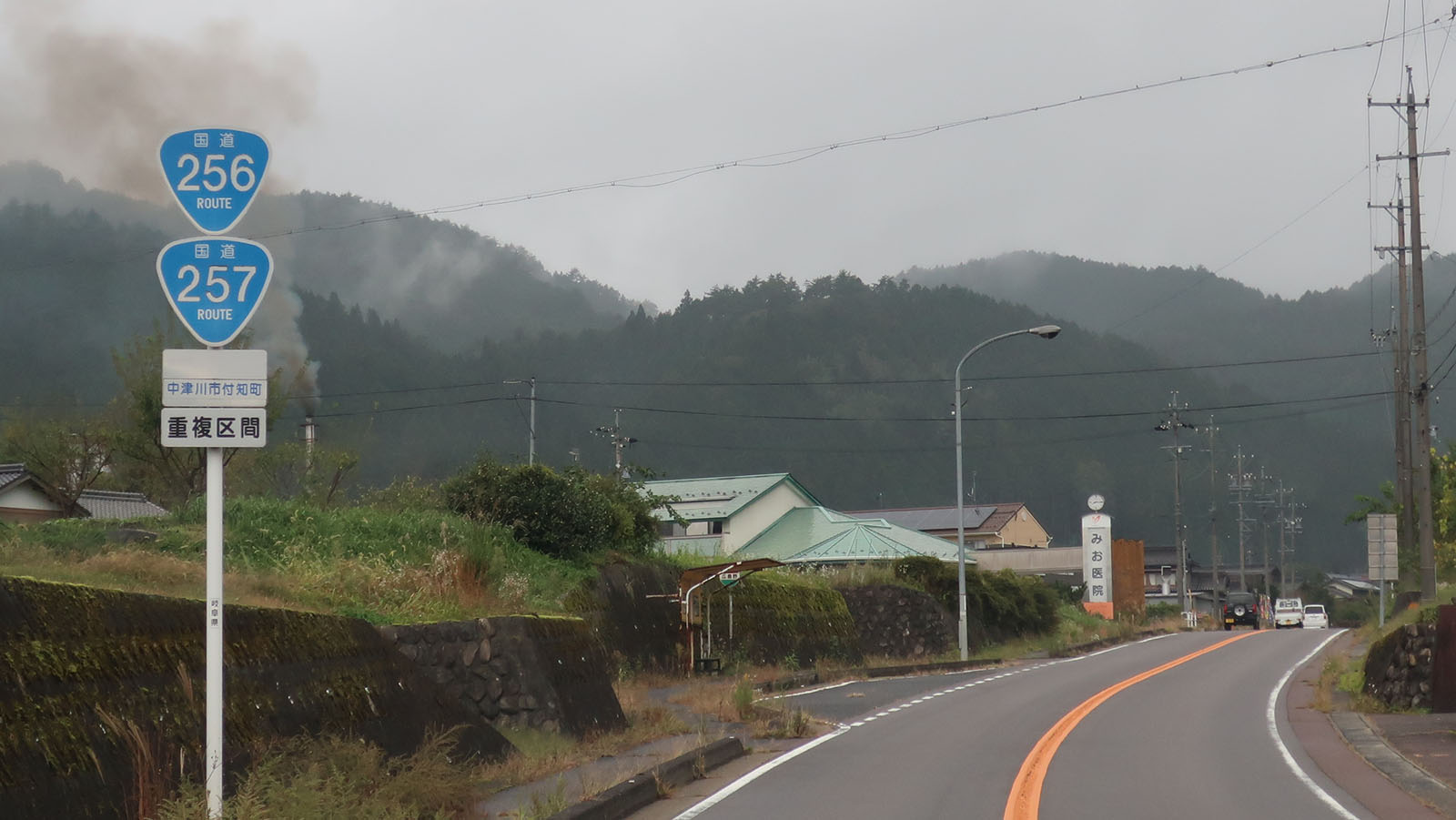
国道256号との重複
岐阜県中津川市付知町

- 国道362号（静岡県浜松市浜名区細江町三和 - 浜松市浜名区細江町金指・金指西交差点）
- 国道151号（愛知県新城市長篠 - 新城市有海・有海交差点）
- 国道420号（愛知県新城市有海・有海交差点 - 北設楽郡設楽町田峯・大輪橋）
- 国道473号（愛知県北設楽郡設楽町田峯・大輪橋 - 北設楽郡設楽町田口・大田口交差点）
- 国道418号（岐阜県恵那市上矢作町 - 恵那市岩村町・一色交差点）
- 国道363号（岐阜県恵那市岩村町・裏山交差点 - 恵那市岩村町・一色交差点）
- 国道19号（岐阜県恵那市長島町正家・正家交差点 - 中津川市千旦林）
- 国道256号（岐阜県中津川市下野・下野交差点 - 中津川市加子母・万賀交差点）
- 国道41号（岐阜県下呂市小川・小川交差点 - 下呂市萩原町花池・はぎわら大橋東詰）
- 国道472号（岐阜県高山市清見町大原 - 高山市清見町楢谷）
- 国道472号（岐阜県高山市荘川町黒谷 - 終点）

### 不通区間
- 高山市清見町麦島 - 高山市荘川町三尾河

  - 1999年（平成11年）にこの区間を結ぶ三尾河バイパス（7.5 km）[7]が事業化された。しかし、2011年（平成23年）に事業の休止が決定[注釈 10][9]されている。

### 道路施設

#### 架橋

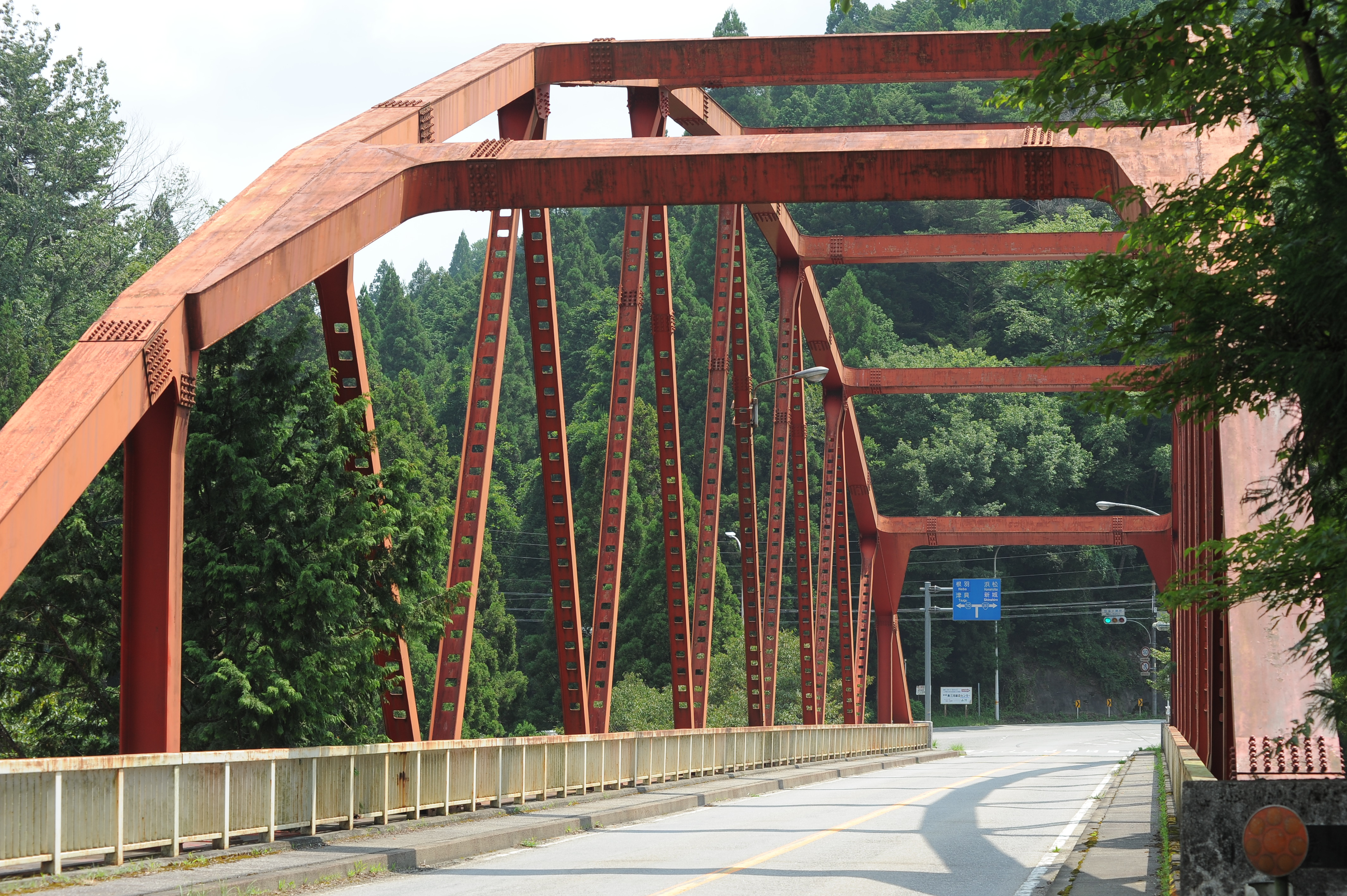
北設楽郡設楽町の設楽大橋
（2015年8月）

- 設楽大橋 （北設楽郡設楽町）
- 阿木川大橋 （恵那市）
- 城山大橋 （中津川市）
- 付知峡大橋 （中津川市）
- はぎわら大橋 （下呂市）

#### トンネル

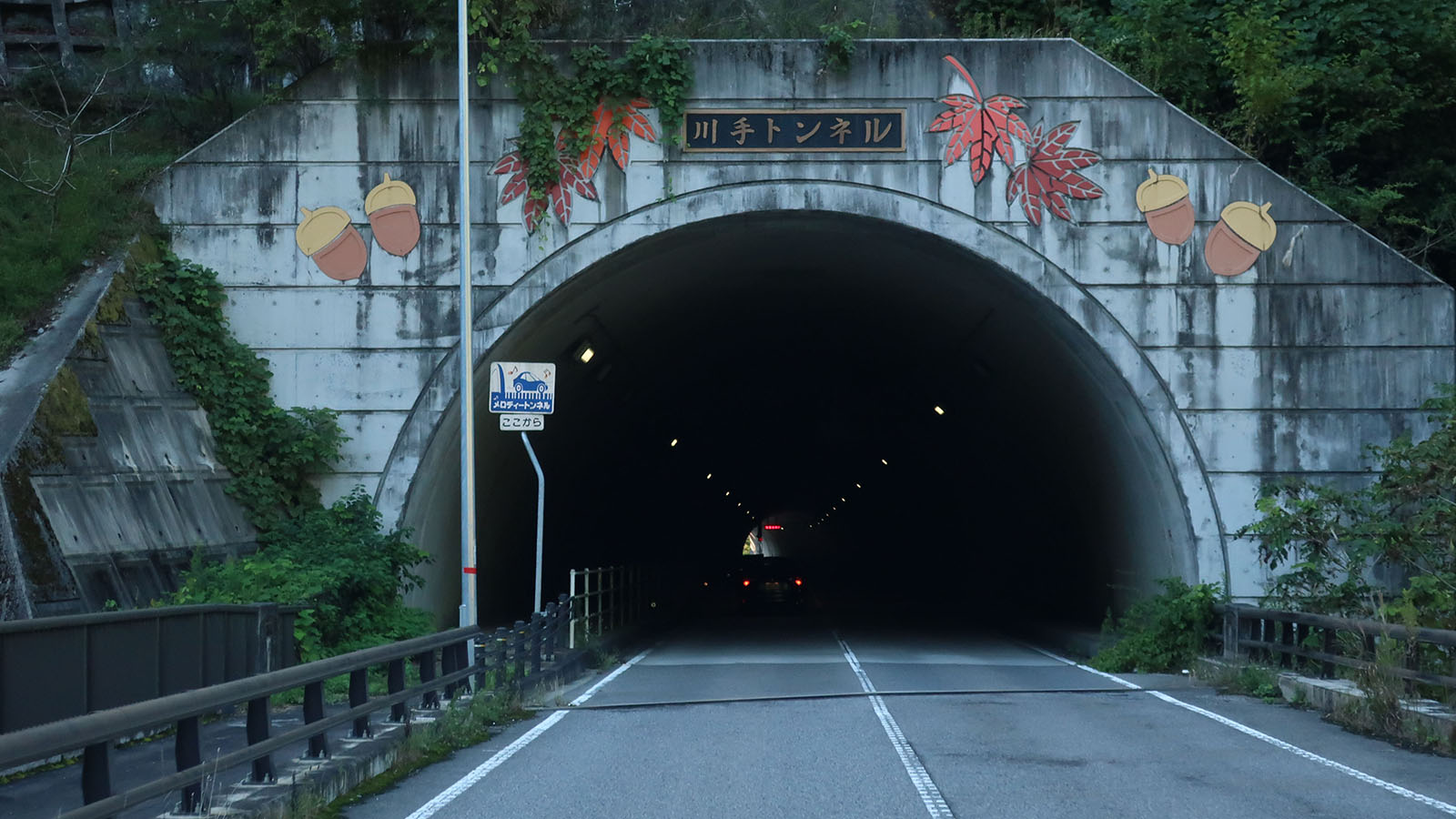
川手トンネル
愛知県豊田市川手町

- 炭焼田トンネル （浜松市浜名区）
- 新段嶺トンネル （北設楽郡設楽町）
- 川手トンネル （豊田市）
- 平岩トンネル （恵那市）

#### 道の駅
- 愛知県
  - 鳳来三河三石（新城市）
  - したら（北設楽郡設楽町）
  - アグリステーションなぐら（北設楽郡設楽町）
- 岐阜県
  - 上矢作ラ・フォーレ福寿の里（恵那市）
  - 花街道付知（中津川市、国道256号重複区間内）
  - 加子母（中津川市）
  - パスカル清見（高山市清見町[注釈 11]）

## 地理

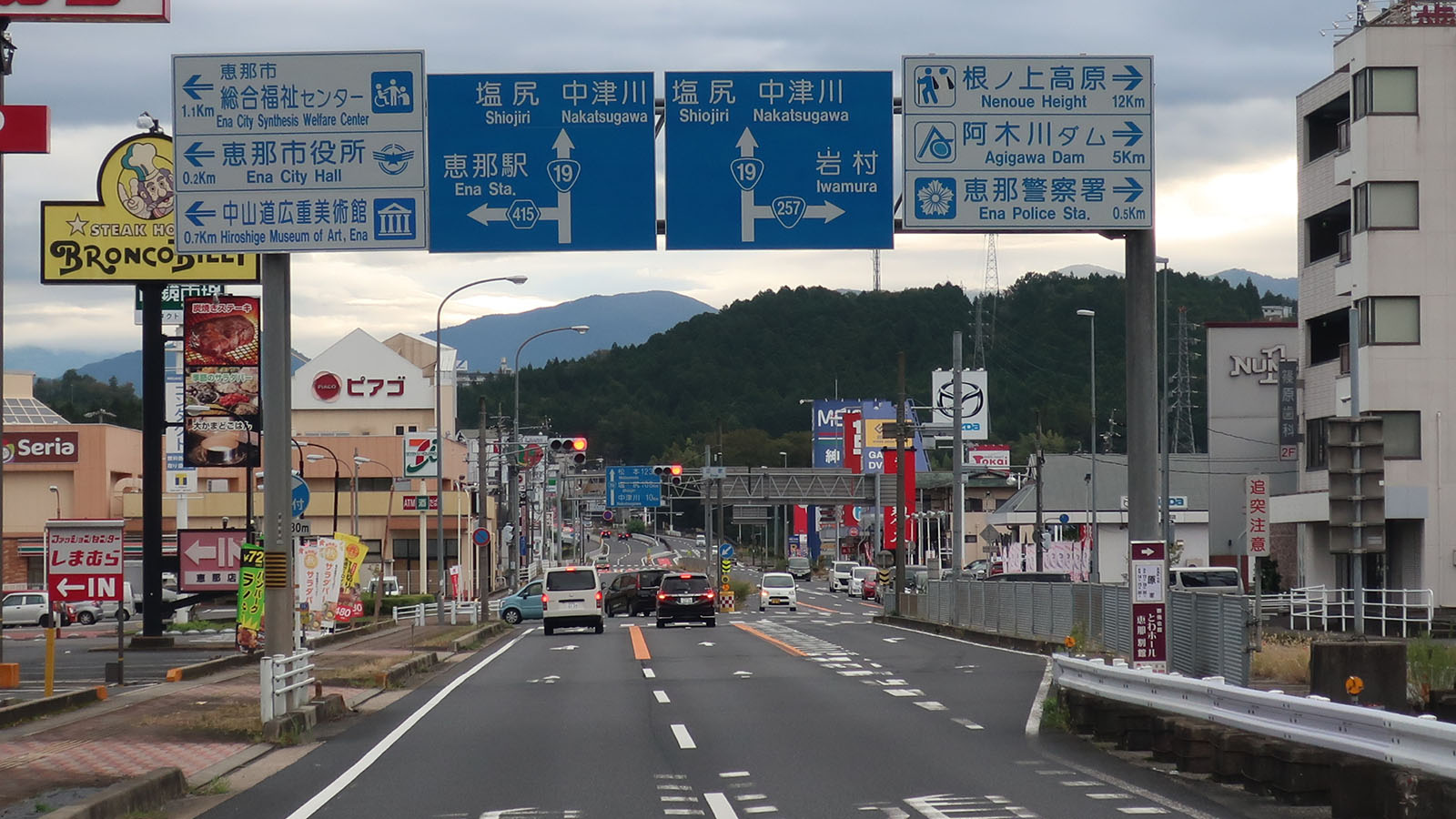
国道19号との分岐
岐阜県恵那市長島町中野

### 通過する自治体
- 静岡県
  - 浜松市（中央区 - 浜名区）
- 愛知県
  - 新城市 - 北設楽郡設楽町 - 豊田市
- 岐阜県
  - 恵那市 - 中津川市 - 恵那市 - 中津川市 - 下呂市 - 高山市 - （不通区間） - 高山市

### 交差する道路
- 国道1号・浜名バイパス（浜松市中央区篠原町・篠原交差点・起点）
- 静岡県道316号舞阪竜洋線(浜松市中央区・柏原交差点)
- 都市計画道路柏原上島線(浜松市中央区高塚町)
- 静岡県道327号高塚停車場線(浜松市中央区・高塚駅入口交差点)
- 都市計画道路鴨江倉松線(浜松市中央区若林町)
- 静岡県道317号米津東若林線(浜松市中央区・東若林交差点)
- 静岡県道62号浜松雄踏線(浜松市中央区・成子交差点)
- 国道152号（浜松市中央区・連尺交差点） : なお、浜松市中央区篠原町交差点（起点）から連尺交差点は旧国道1号である。
- 国道362号（浜松市浜名区細江町三和）
- 国道362号（浜松市浜名区・金指西交差点）
- E1A 新東名高速道路（浜松市浜名区・浜松いなさインターチェンジ）
- 愛知県道439号能登瀬新城線（新城市・乗本交差点） : 国道151号東栄町、飯田市方面への近道
- 国道151号（新城市・本長篠駅入口）
- 愛知県道32号長篠東栄線(新城市・長篠交差点):田峯交差点までの近道
- 国道151号（新城市・有海交差点）
- 愛知県道21号豊川新城線（新城市・寒狭峡大橋南交差点）
- 愛知県道436号作手清岳玖老勢線（新城市・長楽交差点・小松橋西詰）
- 愛知県道435号作手保永海老線（新城市・愛郷）
- 愛知県道389号富栄設楽線（設楽町・田峯交差点）
- 国道420号（設楽町・大輪橋）
- 国道473号（設楽町・大田口交差点）
- 愛知県道・長野県道10号設楽根羽線（設楽町・設楽大橋東交差点）
- 茶臼山高原道路（設楽町）
- 国道153号（豊田市・稲武町交差点）
- 国道418号（恵那市上矢作町）
- 国道363号（恵那市岩村町）
- 国道363号、国道418号（恵那市岩村町・一色交差点）
- 国道19号（恵那市長島町正家・正家交差点）
- E19 中央自動車道（中津川市・中津川インターチェンジ）
- 国道19号（中津川市千旦林）※ 名古屋方面のみ
- 国道256号（中津川市・下野交差点）
- 国道256号（中津川市加子母万賀）
- 国道41号（下呂市・帯雲橋交差点）
- 国道41号（下呂市萩原町花池・朝霧橋東詰）
- 国道472号（高山市清見町大原）
- 国道158号（高山市荘川町三尾河）

### 峠
- 岐阜県
  - 舞台峠 （中津川市 - 下呂市）

## ギャラリー

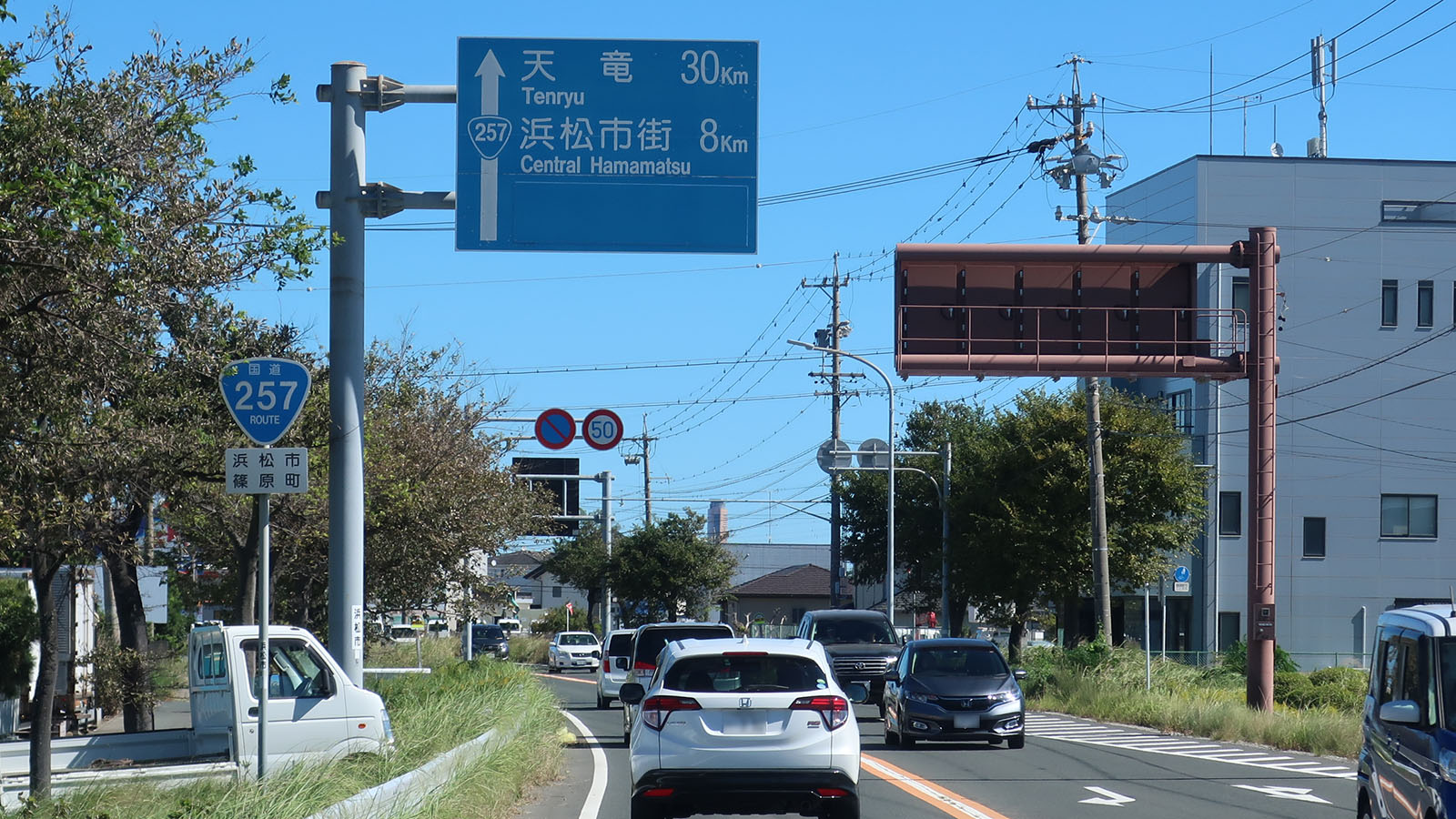
浜松市中央区篠原町
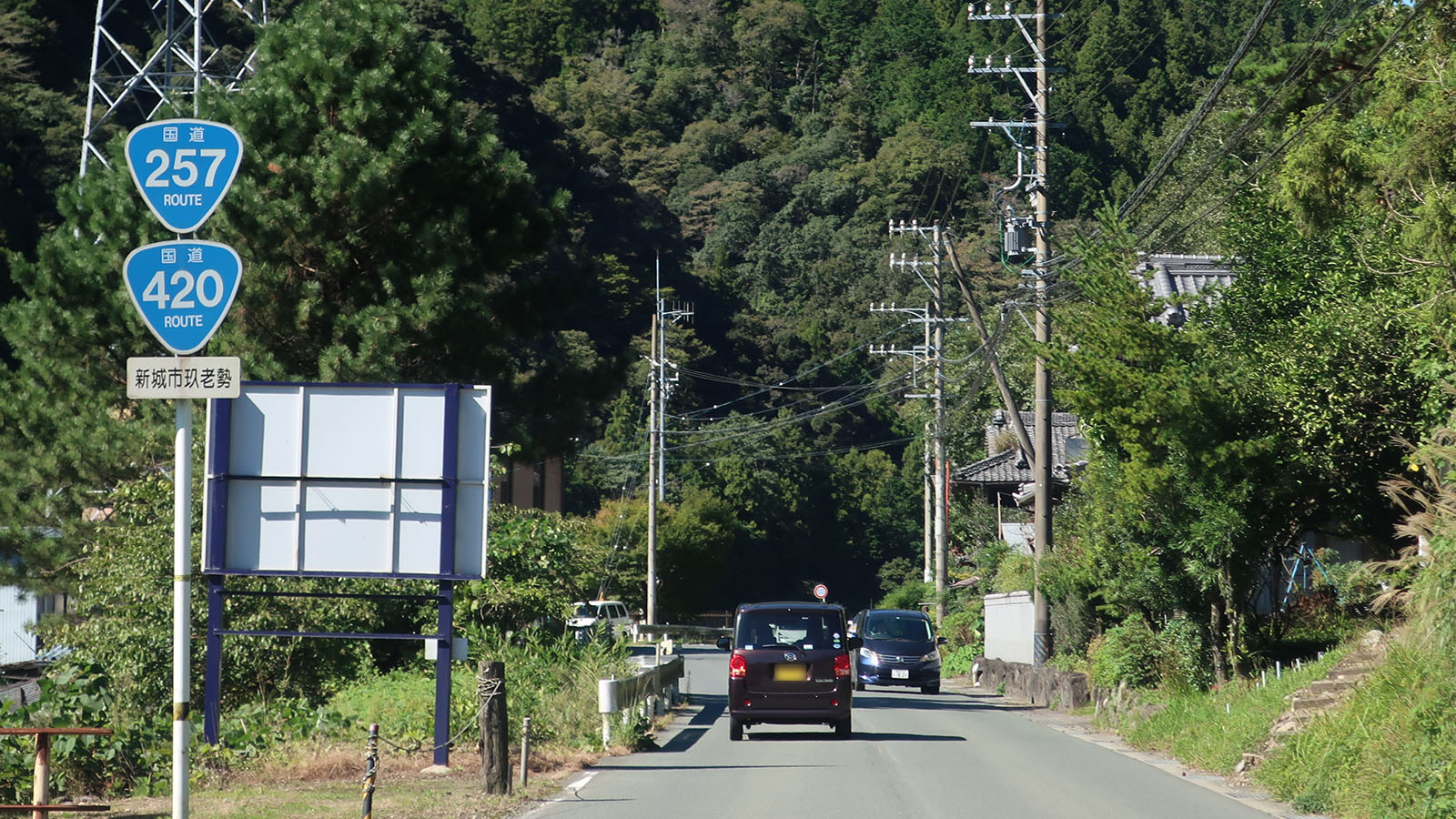
国道420号との重複 愛知県新城市玖老勢
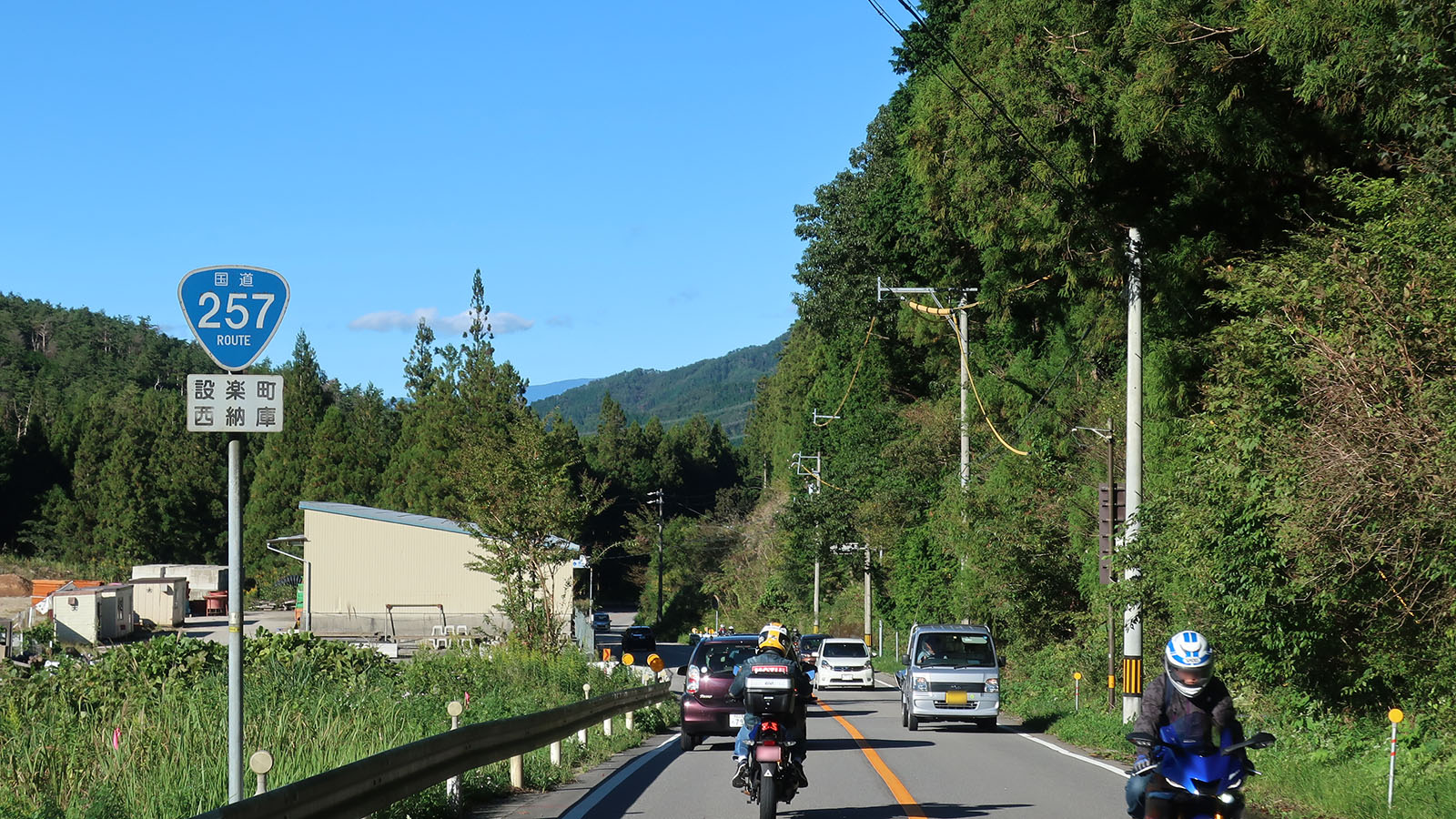
愛知県北設楽郡設楽町 西納庫
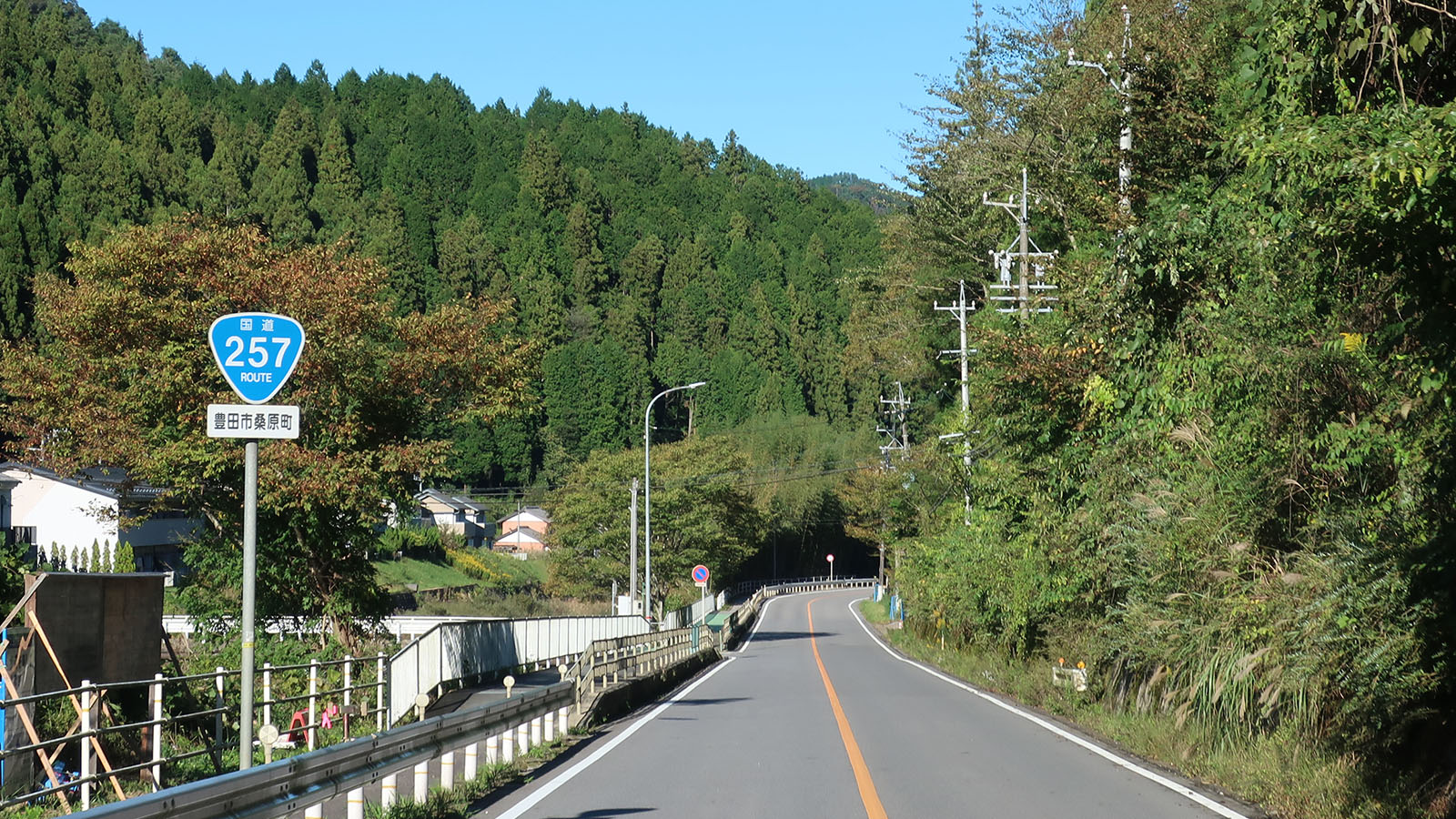
愛知県豊田市桑原町
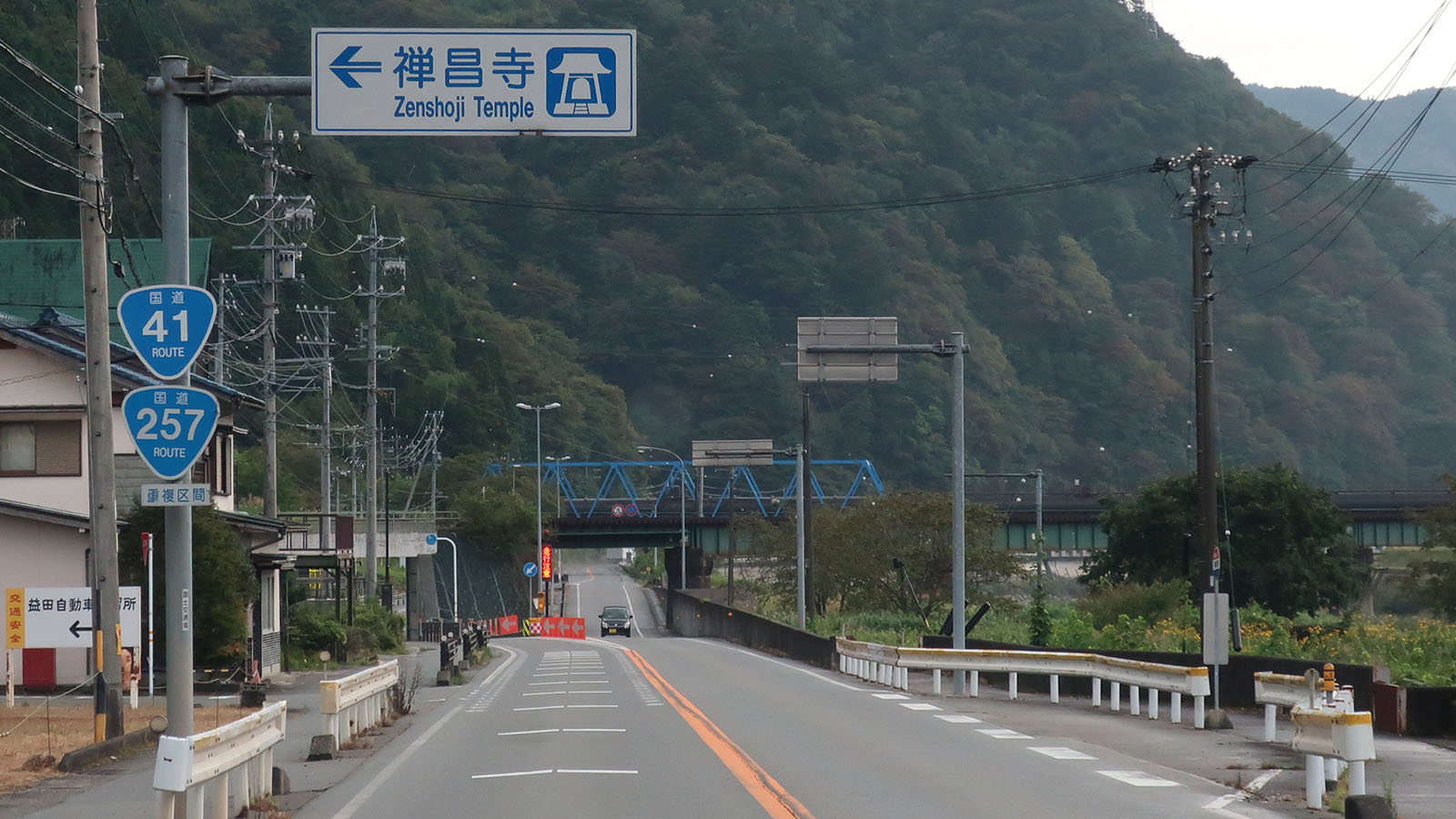
国道41号との重複 岐阜県下呂市萩原町中呂
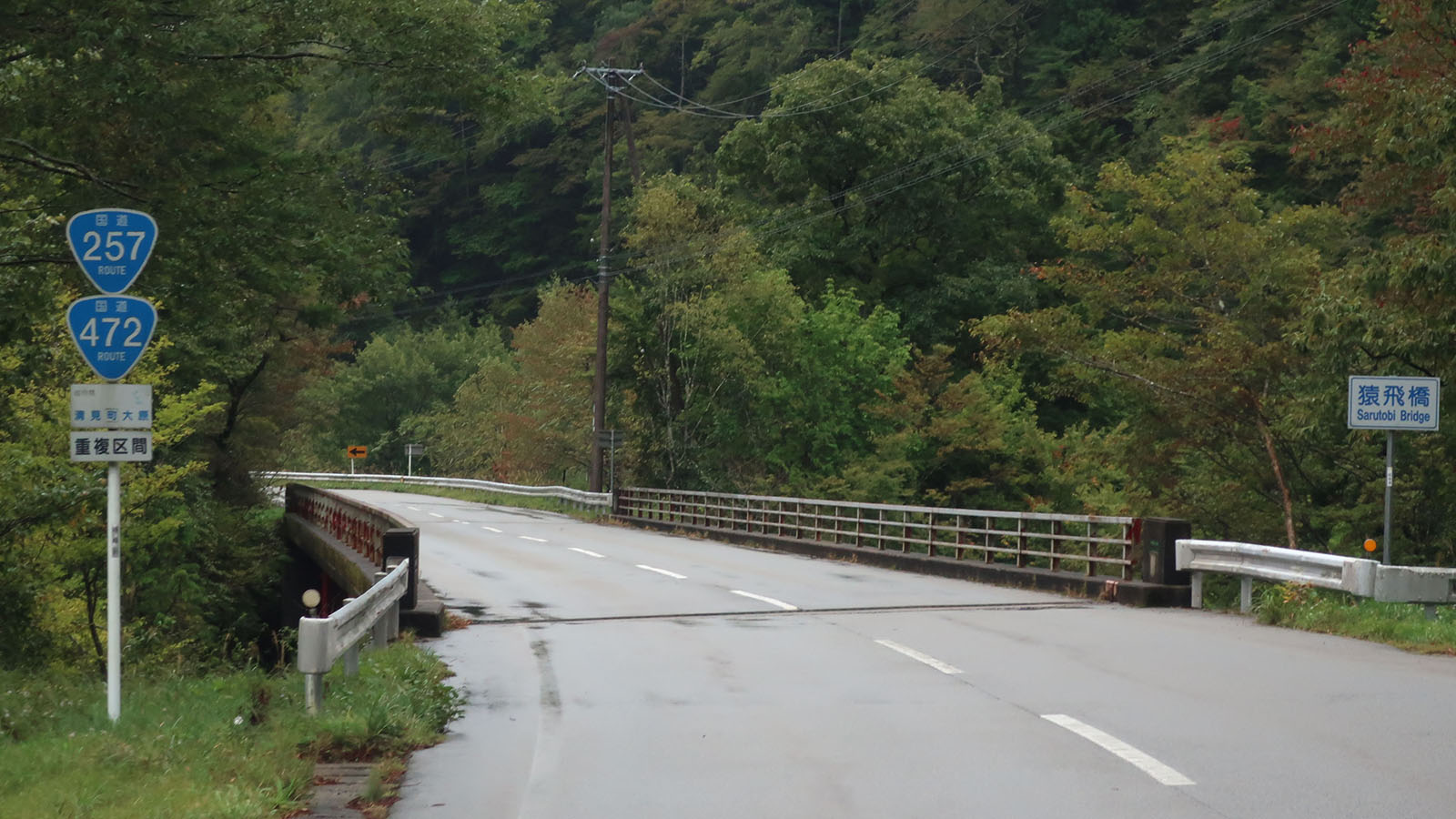
国道472号との重複 岐阜県高山市清見町大原
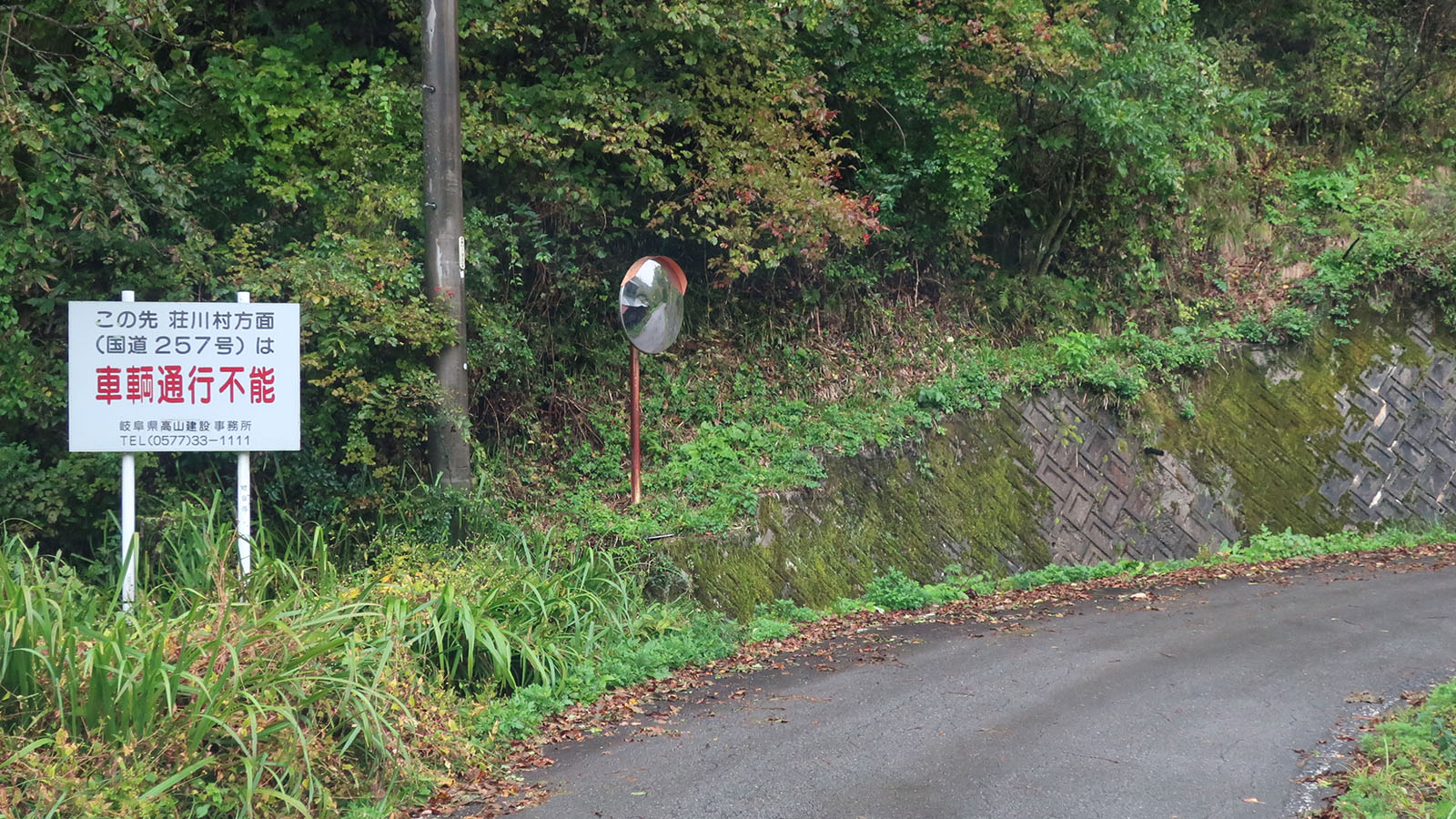
高山市の不通区間付近 車両通行不能の案内標識 岐阜県高山市清見町楢谷